# Parodia allosiphon
Parodia allosiphon är en kaktusväxtart som först beskrevs av Marchesi, och fick sitt nu gällande namn av Nigel Paul Taylor. Parodia allosiphon ingår i släktet Parodia och familjen kaktusväxter. Inga underarter finns listade i Catalogue of Life.

## Bildgalleri

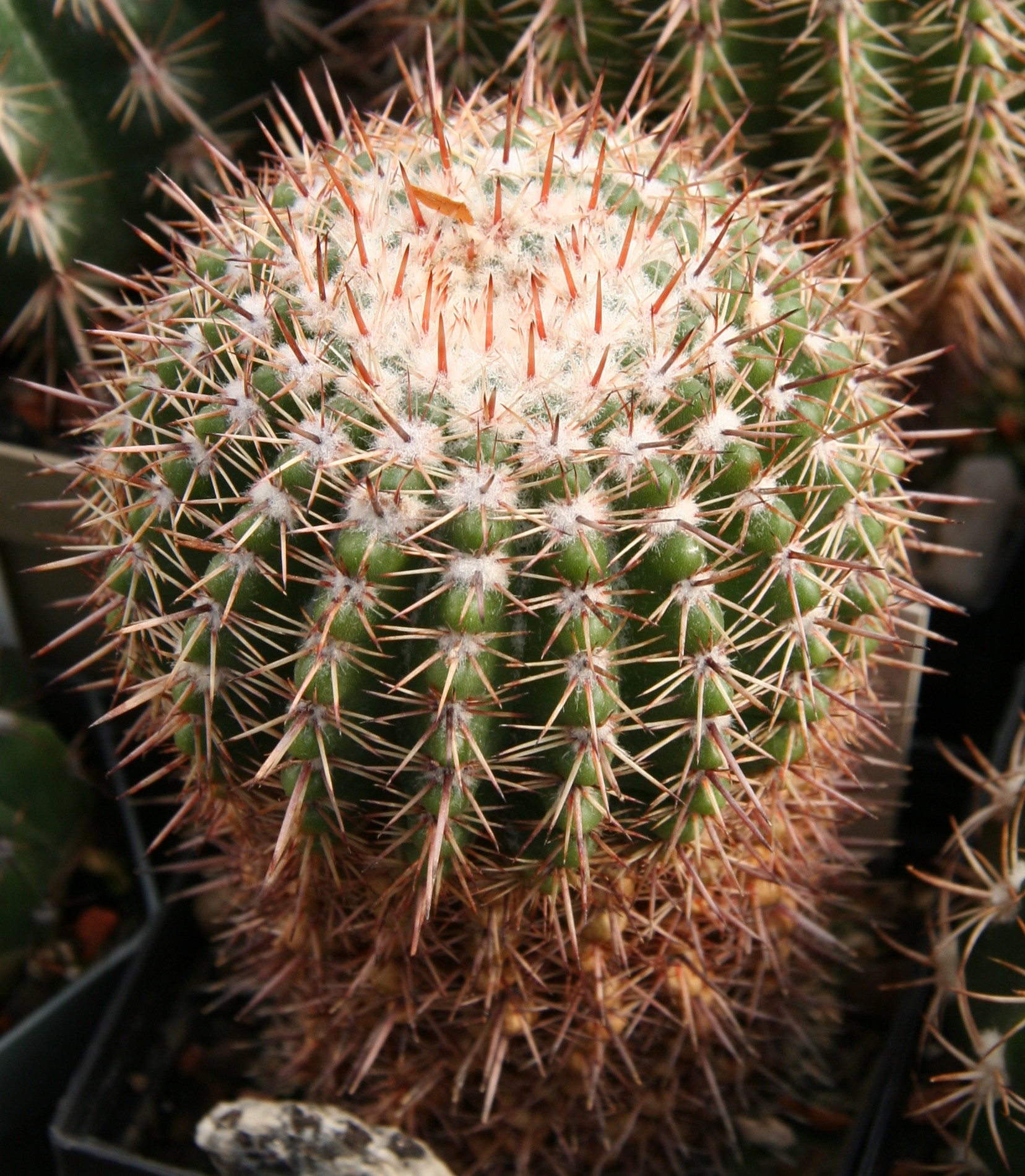